# Homomallium gollanii
Homomallium gollanii là một loài Rêu trong họ Hypnaceae. Loài này được Broth. ex Ando mô tả khoa học đầu tiên năm 1973.